# Marco Brito
Marco Brito (født 4. april 1977) er en tidligere brasiliansk fodboldspiller.